# Središnja Češka
Središnja Češka (češki: Středočeský kraj) češka je pokrajina koja okružuje glavni grad Prag. Nalazi se u središtu Češke zavale. Sjeverni dio pokrajine je nizinski, a južni brežuljkast. Sredinom pokrajine teče rijeka Vltava, koja se na sjeveru ulijeva u Labu, dok se u Vltavu ulijeva rijeka Berounka. Postoji mnogo plodnog humusnog tla.
Najveći gradovi su Kladno (stari centar rudarstva), Mladá Boleslav (središte automobilske industrije Škoda), Příbram i Kolín. Prostor je relativno gusto naseljen i spada među gospodarski najrazvijenije dijelove Češke.
Pokrajinu spominje i češki književnik Bohumila Hrabal kao inspiraciju za svoje djelo Služio sam engleskog kralja.Roman pripovijeda ispovijest Jana Ditea,mladog hotelskog konobara,koji prepričava svoje avanture i osobne vizije svijeta iz perioda dok je služio u nekoliko čeških hotela.Sam Hrabal je tvrdio da je priču,koja će postati roman, čuo od šefa hotela Morska zvezda u varošici Sadska u pokrajini 'Središnja Češka'